# Scopesis flavopicta
Scopesis flavopicta är en stekelart som först beskrevs av Johann Ludwig Christian Gravenhorst 1829.  Scopesis flavopicta ingår i släktet Scopesis och familjen brokparasitsteklar. Inga underarter finns listade i Catalogue of Life.